# I.M. Pei

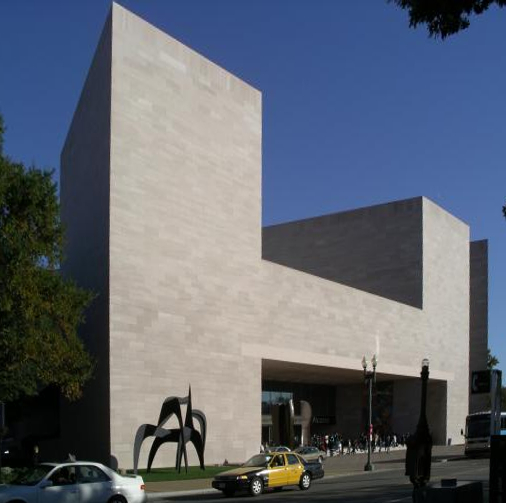
Tillbyggnad av National Gallery of Art, Washington D.C.

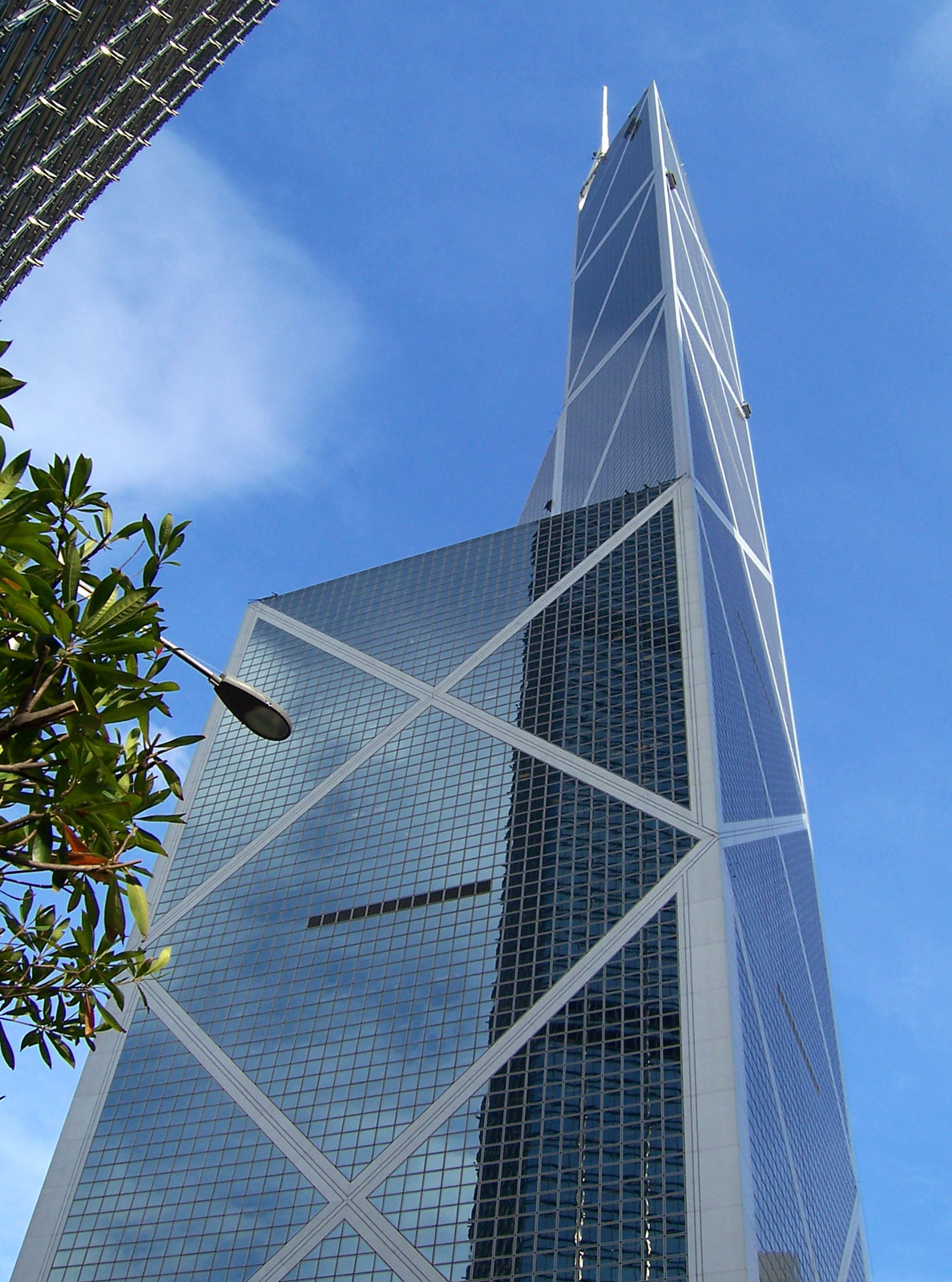
Bank of China Tower i Hongkong.

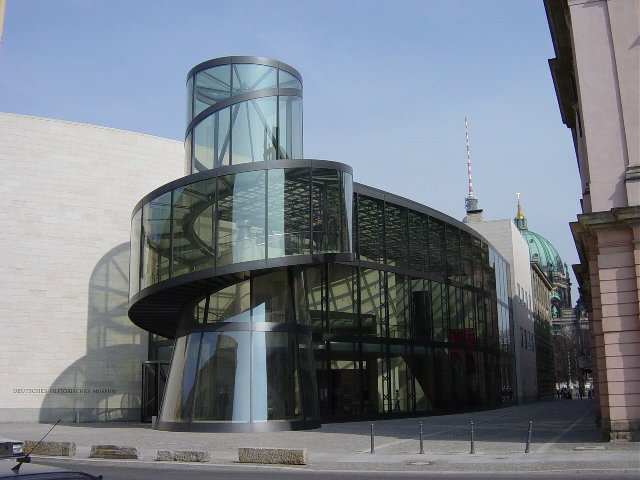
Tillbyggnad av Deutsches Historisches Museum i Berlin.

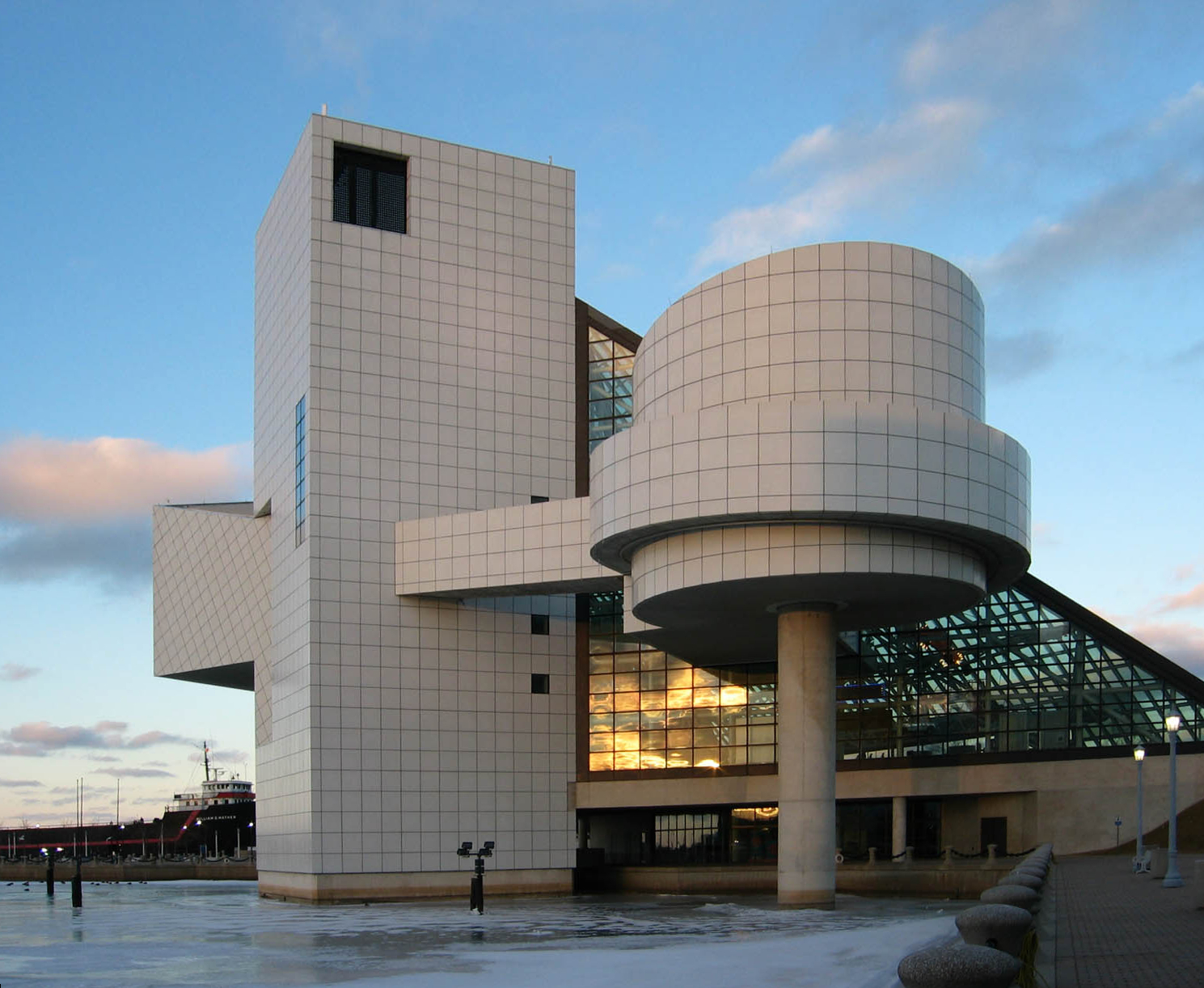
Rock and Roll Hall of Fame i Cleveland.

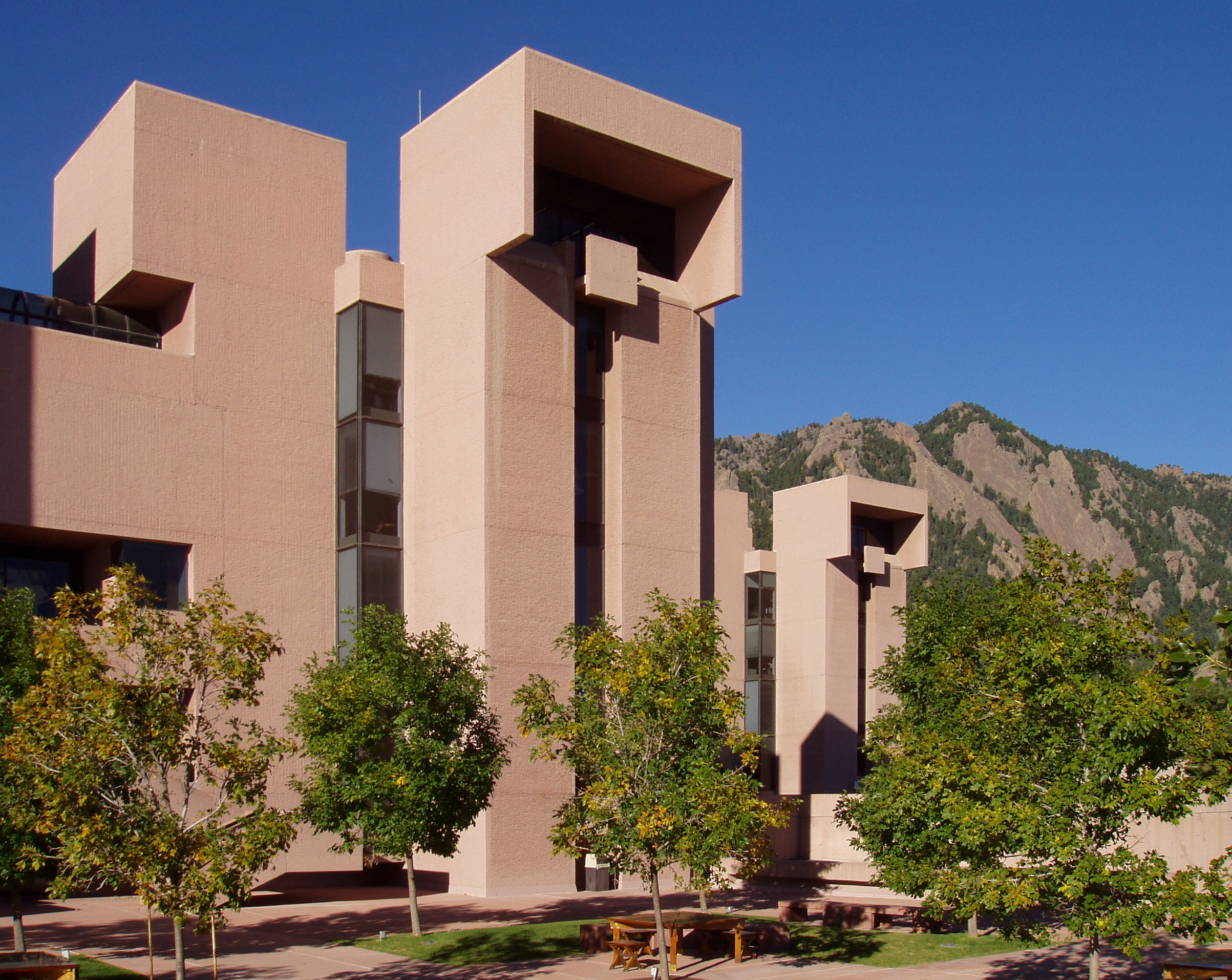
National Center for Atmospheric Research i Boulder, Colorado.

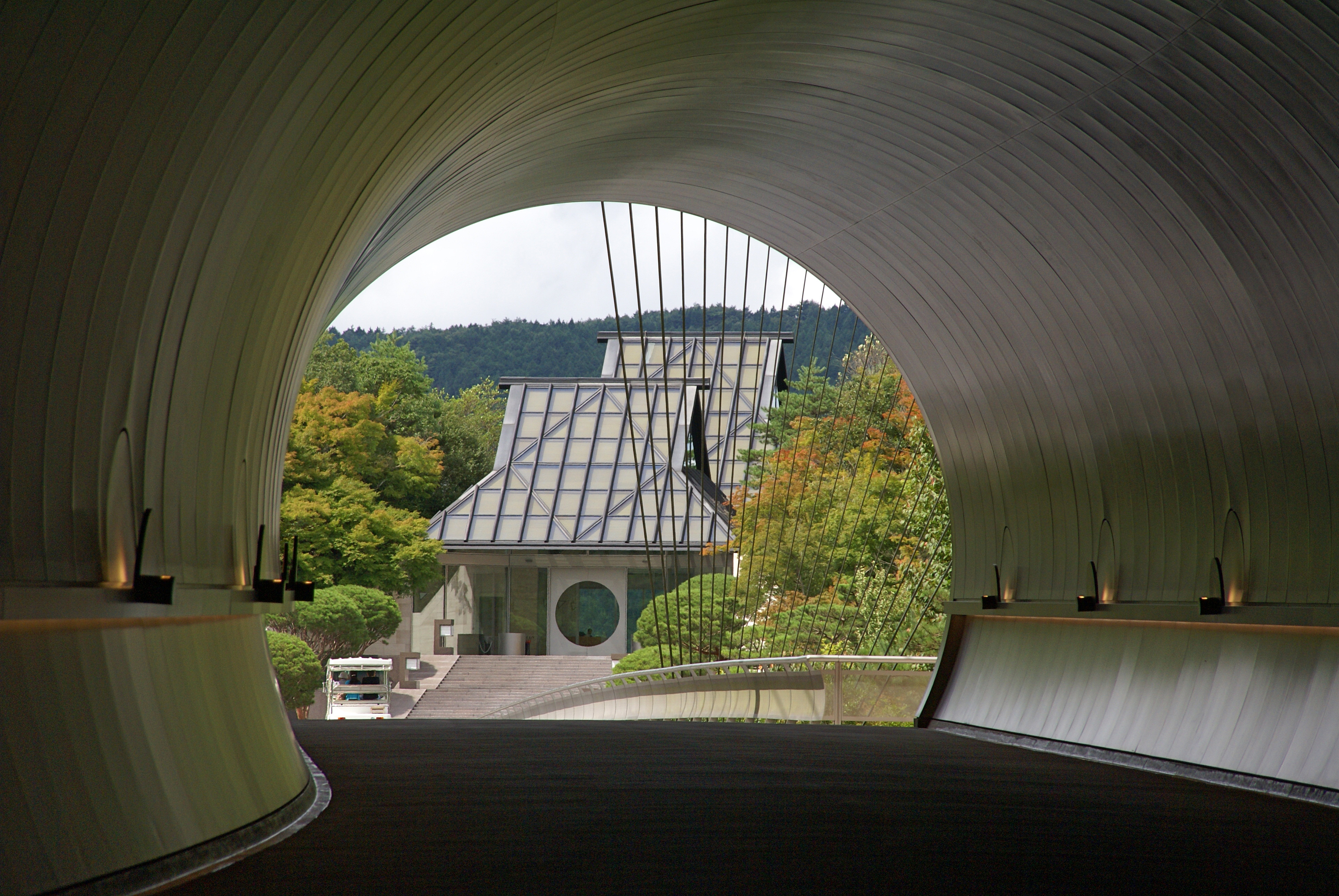
Miho Museums entré, sedd från gångtunneln.

Ieoh Ming Pei (förenklad kinesiska: 贝聿铭, traditionell kinesiska: 貝聿銘), känd som I.M. Pei, född 26 april 1917 i Guangzhou i Kina, död 16 maj 2019 på Manhattan i New York, var en  kinesisk-amerikansk arkitekt.
I.M. Pei är känd som den sista mästaren av hög modernistisk arkitektur. Han arbetade med den abstrakta formen[förklaring behövs] och använde sten, betong, glas och stål i sina byggnadsverk. Han är en av de mest framgångsrika asiatiska arkitekterna under 1900-talet.

## Barndom och utbildning
I.M. Pei föddes i Kanton (nuvarande Guangzhou) i södra Kina, i en välbärgad familj från Suzhou. Hans familj hade levt i Suzhou sedan 1400-talet. Hans far var bankir och blev senare direktör för Bank of China och guvernör vid Kinas centralbank. Hans familj flyttade senare till Hongkong, där den bodde under I.M. Peis grundskoletid, och flyttade därefter till Shanghai när hans far blev chef för Bank of China.
I.M. Pei utbildade sig vid St. Paul's College i Hongkong och på Shanghais universitetet, innan han 1935 flyttade till USA för att vid 18 års ålder börja studera arkitektur vid University of Pennsylvania. År 1940 tog han en examen också vid Massachusetts Institute of Technology. Han studerade senare vid Harvard. Kort efter studierna blev han medlem av National Defense Research Committee i Princeton, New Jersey.
År 1944 återvände Pei till Harvard och studerade under den tyske arkitekten Walter Gropius, som tidigare varit associerad med Bauhaus. År 1946 tog Pei en magisterexamen i arkitektur. Han fick utmärkelsen Wheelwright Traveling Fellowship 1951. År 1956 blev han amerikansk medborgare.
År 1948 träffade I.M. Pei entreprenören William Zeckendorf, vilket ledde till samarbete i flera storskaliga och framgångsrika projekt i USA. År 1955 startade Pei ett eget arkitektkontor och har sedan dess haft projekt världen över.
Hans arkitektur kan beskrivas som modernism, uppblandad med upplösta strukturer, asymmetri och lekfullhet. Flertalet av de byggnader Pei ritat är av offentliga byggnader uppförda i stål, betong och glas.
År 1983 erhöll Pei Pritzkerpriset.
Han hade fyra barn, varav två blivit arkitekter. De bägge sönerna Chien Chung "Didi" Pei och Li Chung "Sandi" Pei hade fram till sin död sin egen arkitektfirma.

## Verk i urval
- 1954–1959 — Mile High Center i Denver, Colorado, USA
- 1961–1967 — National Center for Atmospheric Research i Boulder, Colorado, USA
- 1961 — Kips Bay Plaza i New York, USA [5]
- 1961 — Government Center Master Plan i Boston, Massachusetts, USA
- 1962 — Place Ville-Marie i Montréal, Québec, Kanada
- 1962 — Kennedy Theatre i University of Hawaii, USA, [6]
- 1962 — Hale Manoa Dormitory och East West Center i University of Hawaii, USA
- 1963 — Luce Memorial Chapel, Tunghai University i Taichung, Taiwan
- 1963 — Society Hill Towers i Philadelphia, Pennsylvania, USA [7]
- 1964 — Green Building (MIT) i Massachusetts Institute of Technology
- 1964 — S.I. Newhouse School of Public Communications vid Syracuse University — Syracuse, New York, USA
- 1966–1968 — Sculpture Wing of the Des Moines Art Center i Des Moines, Iowa, USA
- 1966 — Silver Towers vid New York University, USA
- 1967 — Hoffman Hall vid University of Southern California, USA
- 1968–1972 — 50 stycken Federal Aviation Administration (FAA) flygkontrolltorn på olika platser i USA.
- 1968–1974 — Christian Science Center i Boston, Massachusetts, USA
- 1968 — Everson Museum of Art i Syracuse, New York, USA
- 1969 — Cleo Rogers Memorial Library i Columbus, Indiana, USA
- 1969 — Academic Center och State University of New York i Fredonia, New York, USA
- 1970 — National Airlines terminal vid JFK Airport i New York, USA
- 1971 — Harbor Towers
- 1972 — Governor's Residence Halls vid SUNY Buffalo, USA
- 1972 — City Hall i Dallas, Texas, USA
- 1972 — Paul Mellon Arts Center vid Choate Rosemary Hall i Wallingford, Connecticut, USA
- 1972 — Pei Residence Halls vid New College of Florida, USA
- 1973 — Commerce Court West i Toronto, Ontario, Kanada
- 1973 — Spelman Halls vid Princeton University, USA
- 1973 — Herbert F. Johnson Museum of Art vid Cornell University i Ithaca, New York, USA
- 1974–1978 — East Building vid National Gallery of Art i Washington D.C., USA [8]
- 1975 — OCBC Centre i Singapore.
- 1975 — The Lamar Building Penthouse i Augusta, Georgia, USA
- 1976 — John Hancock Tower i Boston, Massachusetts — "Pei ger hela äran till Henry Cobb för den här byggnaden "
- 1976 — University of Rochester's [9]
- 1978–1982 — Indiana University Art Museum i Bloomington, Indiana, USA
- 1979 — John F. Kennedy Library i Boston, Massachusetts, USA[10]
- 1979 — Baltimore World Trade Center i Baltimore, Maryland, USA
- 1979–1986 — Javits Convention Center i New York, USA
- 1980–1985 — Raffles City i Singapore
- 1981 — JPMorgan Chase Tower i Houston, Texas, USA; tills nyligen JPMorgan Chase Tower

(i samarbete med 3D/International samarbetade med Pei)
- 1982 — 16th Street Mall in Denver, Colorado, USA
- 1982–1990 — Bank of China Tower i Hongkong
- 1983 — Energy Plaza i Dallas, Texas, USA
- 1985 — Wiesner building och Massachusetts Institute of Technology (MIT) i Cambridge, Massachusetts, USA
- 1986 — Fountain Place i Dallas, Texas, USA
- 1987 — CenTrust Tower (Bank Of America Tower) i Miami, Florida, USA
- 1989 — Morton H. Meyerson Symphony Center i Dallas, Texas, USA
- 1989 — Carl Icahn Center for Science vid Choate Rosemary Hall i Wallingford, Connecticut, USA
- 1989 — Huvudkontoret för Creative Artists Agency i Los Angeles, Kalifornien, USA
- 1989 — Louvrepyramiden i Paris, Frankrike
- 1992 — The Kirklin Clinic vid University of Alabama vid Birmingham Health System, Birmingham, Alabama, USA
- 1994 — Four Seasons Hotel i New York, USA
- 1995 — Rock and Roll Hall of Fame i Cleveland, Ohio, USA
- 1997 — Miho Museum, Shiga, Japan
- 1999–2006 — Musée d'Art Moderne Grand-Duc Jean i Luxemburg, Luxemburg
- 2001 — Friend Center for Engineering vid Princeton University, USA
- 2002 — Tour EDF, La Défense i Frankrike
- 2003 — utbyggnad till Deutsches Historisches Museum (German history museum), i Berlin, Tyskland
- 2005 — Ferguson Center for the Performing Arts vid Christopher Newport University i Newport News, Virginia, USA
- 2006 — Martha Stewart Center for Living vid Mount Sinai Hospital på Manhattan i New York, USA
- 2006 — Kinas ambassad i Washington D.C., USA